# Arbitratge

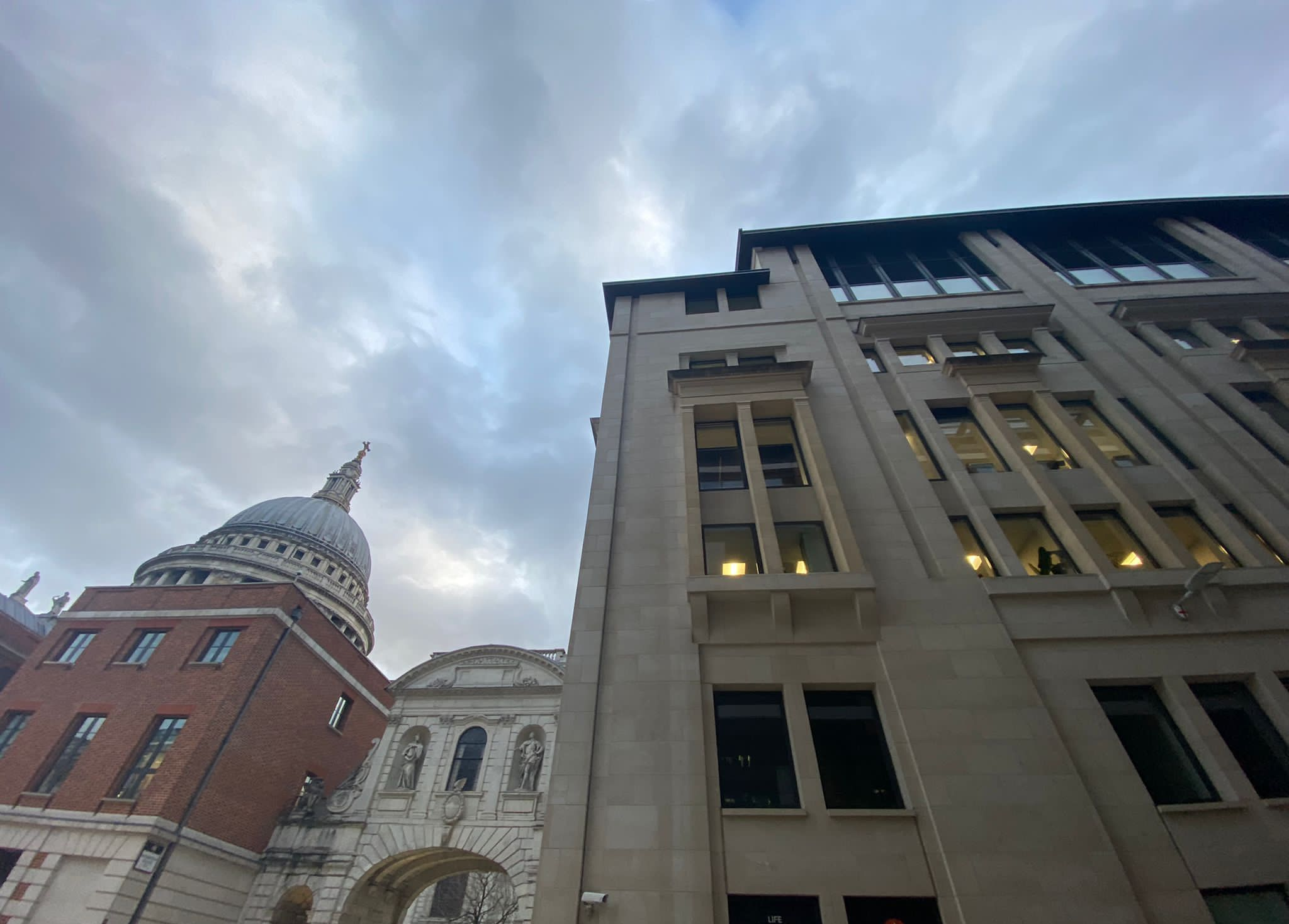
El Tribunal d'Arbitratge Internacional de Londres

L'arbitratge és una forma alternativa de resolució de conflictes fora dels tribunals judicials. Es treballa per resoldre la controvèrsia amb una o més persones (els 'àrbitres', 'àrbitres' o ' tribunal arbitral '), que dicta el 'laude arbitral'. Una decisió o laude arbitral és legalment vinculant per ambdues parts i executiva davant dels tribunals, tret que totes les parts hagin estipulat que el procés i la decisió arbitral no és vinculant.
L'arbitratge s'utilitza sovint per a la resolució de disputes comercials, especialment en el context de transaccions comercials internacionals. En alguns països l'arbitratge també s'utilitza amb freqüència en assumptes de consum i ocupació, on l'arbitratge pot ser obligatori per les condicions laborals o contractes comercials i pot incloure una renúncia al dret de presentar una demanda col·lectiva. L'arbitratge obligatori de consum i ocupació s'ha de distingir de l'arbitratge consensuat, especialment l'arbitratge comercial.
Hi ha drets limitats de revisió i apel·lació de laudes arbitrals. L'arbitratge no és el mateix que els procediments judicials, tot i que en algunes jurisdiccions, els procediments judicials de vegades s'anomenen arbitratges, la resolució alternativa de disputes (ADR), la determinació pericial, o la mediació, que és una forma de negociació d'acords facilitada per una tercera part neutral.

## Tipus

### Segons qui escull els àrbitres
- Institucional: És el que es duu a terme en una institució generalment amb les pròpies normes i amb una llista tancada d'àrbitres (una modalitat d'arbitratge institucional és el Sistema Arbitral de Consum vigent a l'Estat espanyol).
- Independent o Ad Hoc: És aquell en què les parts escullen els àrbitres i les regles que regiran l'arbitratge.

### Segons quin laude es pretengui
- En dret: Quan la resolució ha d'estar fonamentada en criteris jurídics (legislació i jurisprudència, fonamentalment).
- En equitat: També se'n diu "en consciència": Quan per a l'elaboració del laude s'apel·la al "bon saber fer" i a la consciència de l'àrbitre que dirimeix el conflicte. Implica que l'àrbitre ha de ser expert en la matèria objecte de la controvèrsia i de l'arbitratge.

### Segons la matèria
- Arbitratge prohibit: És aquell que recau sobre matèries que la llei, per raons d'alta conveniència pública o interès general social, impedeix sotmetre la decisió de jutges àrbitres.
- Arbitratge forçós: És aquell que recau sobre matèries que la llei lliura expressament a la decisió d'aquesta classe de tribunals, és a dir, de jutges àrbitres.
- Arbitratge voluntari: És aquell que recau sobre matèries, les quals són indiferents per a la llei, que les parts poden o no sotmetre a arbitratge.[2]

## Arbitrabilitat
Per la seva naturalesa, l'objecte d'alguns litigis no és susceptible d'arbitratge. En general, hi ha dos grups de procediments jurídics que no poden sotmetre's a arbitratge:
- Procediments que condueixen necessàriament a una determinació sobre la qual les parts en litigi no poden arribar a un acord:[3] Alguns procediments judicials donen lloc a sentències que vinculen a tots els membres del públic en general, o a les autoritats públiques en la seva qualitat de tals, o a tercers, o que es duen a terme en interès públic. Per exemple, fins a la dècada de 1980, els assumptes antimonopoli no eren arbitrables als Estats Units.[4] Els assumptes relacionats amb els delictes, l'estat i el dret de família generalment no es consideren arbitrables, ja que el poder de les parts per a arribar a un acord sobre aquests assumptes està, com a mínim, restringit. No obstant això, la majoria dels altres litigis que afecten drets privats entre dues parts poden resoldre's mitjançant arbitratge. En algunes disputes, algunes parts de les demandes poden ser arbitrables i altres no. Per exemple, en un litigi sobre infracció de patents, un tribunal d'arbitratge podria determinar si s'ha infringit una patent, però no la validesa d'una patent: Atès que les patents estan subjectes a un sistema de registre públic, un tribunal arbitral no estaria facultat per a ordenar a l'organisme pertinent que rectifiqui qualsevol registre de patent basat en la seva determinació.
- Alguns ordenaments jurídics exclouen o restringeixen la possibilitat d'arbitratge per raons de protecció dels membres més febles del públic, per exemple, els consumidors. Exemples La legislació alemanya exclou les disputes sobre el lloguer d'habitatges de qualsevol forma d'arbitratge,[5] mentre que els acords d'arbitratge amb consumidors només es consideren vàlids si estan signats per qualsevol de les parts,[6] i si el document signat no té un altre contingut que l'acord d'arbitratge.[7]

## Clàusules arbitrals
En general, les parts en conflicte acudeixen a l'arbitratge, ja que es troba establert en el contracte, en una clàusula arbitral, on s'estableix que les parts en cas de conflicte es comprometen a sotmetre's a un tribunal arbitral. A vegades es presenten problemes amb la interpretació d'aquestes clàusules, especialment pel que fa a la jurisdicció i al lloc de l'arbitratge entre altres.
La clàusula és un conveni, pel qual les parts acorden sotmetre's a l'arbitratge, d'un àrbitre determinat o d'una institució arbitral, per a resoldre un conflicte en matèries de dret disponible. Les institucions arbitrals solen aconsellar una clàusula general que permetrà adequar la solució del conflicte al procediment previst per la institució.
La Societat Espanyola d'Arbitratge, entitat degana creadora de la primera cambra arbitral a Espanya recomana la següent:
| « | Les parts intervinents, amb renúncia expressa del seu fur propi o del qual pogués correspondre-li, acorden sotmetre's per a quantes qüestions poguessin derivar-se de la interpretació, aplicació o execució del contracte actual a l'arbitratge de la Societat Espanyola d'Arbitratge, que tindrà lloc conforme el seu reglament i estatuts, comprometent-se a complir la resolució que recaigui en aquest. | » |

Una clàusula model podem dir que és la de la Cort Internacional d'Arbitratge de la Cambra de Comerç Internacional (CCI): 
| « | Totes les desavinences que derivin d'aquest contracte o que guardin relació amb aquest seran resoltes definitivament d'acord amb el Reglament d'Arbitratge de la Cambra de Comerç Internacional per un o més àrbitres nomenats conforme a aquest Reglament. | » |

Així mateix, l'arbitratge pot solucionar-se durant el procés mitjançant la transacció:
| «                                | Mètode Altern de Solució de Controvèrsies en el qual les parts fent recíproques concessions aconsegueixen un acord abans de l'emissió del laude en el qual haurà de ratificar-se davant l'àrbitre per a atorgar-li la seva eficàcia jurídica, la referida transacció podrà l'àrbitre donar-li la forma de LAUDE. | » |
| — M.C. Stheel, Mestratge de MASC | |   |

D'altra banda, existeixen clàusules arbitrals que atorguen diferents drets i obligacions a cadascun dels contractants. Aquestes "Clàusules Asimètriques" no són perfectament bilaterals i estableixen drets per a una sola de les parts. Alguns exemples d'elles es refereixen a costes, despeses arbitrals, selecció d'àrbitres o la facultat per a acudir a la jurisdicció ordinària.

## Avantatges i inconvenients
Les parts sovint busquen resoldre les disputes mitjançant l'arbitratge a causa d'una sèrie d'avantatges potencials percebuts sobre els procediments judicials. Les empreses sovint requereixen arbitratge amb els seus clients, però prefereixen els avantatges dels tribunals en disputes amb competidors:
- A diferència del litigi, on no es pot "escollir el jutge",[10] l'arbitratge permet a les parts triar el seu propi tribunal. Això és especialment útil quan l'objecte de la disputa és altament tècnic: àrbitres amb un grau d'experiència adequat (per exemple, experiència en topografia de quantitats, en el cas d'un conflicte de construcció, o experiència en dret de propietat comercial, en el cas d'un conflicte immobiliari[11]) es pot escollir.
- Sovint, l'arbitratge és més ràpid que el litigi davant dels tribunals.[10]
- Els procediments arbitrals o un laude arbitral generalment no són públics i poden ser confidencials.[12]
- En els procediments arbitrals es pot triar la llengua d'arbitratge, mentre que en els procediments judicials s'aplicarà automàticament la llengua oficial del país del tribunal competent.
- A causa de les disposicions de la Convenció de Nova York de 1958, els laudes arbitrals són generalment més fàcils d'executar en altres nacions que els veredictes judicials.
- En la majoria d'ordenaments jurídics hi ha vies molt limitades per a l'apel·lació d'un laude arbitral, que de vegades és un avantatge perquè limita la durada del conflicte i qualsevol responsabilitat associada.

Alguns dels desavantatges inclouen:
- Els acords d'arbitratge de vegades es troben continguts en acords auxiliars, o en lletra petita en altres acords, i els consumidors i els empleats sovint no saben per endavant que han acceptat un arbitratge obligatori previ a la disputa mitjançant la compra d'un producte o la contractació d'una feina.
- Si l'arbitratge és obligatori i vinculant, les parts renuncien als seus drets d'accés als jutjats i a què un jutge o jurat resolgui el cas.
- De vegades hi ha una desconnexió entre la presumpció de confidencialitat i la divulgació i publicitat imposada pels tribunals, els àrbitres i fins i tot les mateixes parts.[13]
- Si l'àrbitre o el fòrum d'arbitratge depèn del negoci, pot tenir conflicte d'interessos i haver-hi un incentiu inherent per pronunciar-se contra el consumidor o l'empleat.
- Les vies d'apel·lació són molt limitades, la qual cosa fa que una decisió errònia no es pugui revocar fàcilment.
- Tot i que normalment es pensa que és més ràpid, quan hi ha diversos àrbitres, trobar dates per a fer l'audiència en casos llargs pot provocar retards.
- En alguns sistemes legals, els laudes arbitrals tenen menys opcions d'execució que les sentències; encara que als Estats Units els laudes arbitrals s'executen de la mateixa manera que les sentències judicials i tenen el mateix efecte.
- En general, els àrbitres no poden fer complir les mesures interlocutòries contra una part. Això fa que sigui més fàcil per a una part prendre mesures per evitar l'execució d'un membre o un grup reduït de membres en l'arbitratge per l'augment de les despeses legals, sense explicar als membres les conseqüències adverses d'una sentència desfavorable.
- A diferència de les sentències judicials, els laudes arbitrals no són directament exigibles. Una part que vol fer complir un laude arbitral ha de recórrer a recursos judicials.

## Dret comparat
Les nacions regulen l'arbitratge mitjançant una varietat de lleis. El cos principal de lleis aplicable a l'arbitratge es troba normalment a la Llei nacional de dret internacional privat (com és el cas de Suïssa) o en una llei separada sobre arbitratge (com és el cas d'Anglaterra, República de Corea i Jordània). A més d'això, una sèrie de lleis processals nacionals també poden contenir disposicions relatives a l'arbitratge.

## Tribunal arbitral
Els àrbitres que determinen el resultat de la controvèrsia s'anomenen tribunal arbitral. La composició del tribunal arbitral pot variar enormement, ja sigui amb un àrbitre únic, dos o més àrbitres, amb o sense president o àrbitre, i diverses altres combinacions. A la majoria de jurisdiccions, un àrbitre gaudeix d'immunitat de responsabilitat per qualsevol cosa feta o omesa mentre actua com a àrbitre tret que l'àrbitre actuï de mala fe.
Els arbitratges solen dividir-se en dos tipus: arbitratges ad hoc i arbitratges administrats.
En els arbitratges ad hoc, els tribunals arbitrals són designats per les parts o per una autoritat encarregada de designar les parts. Un cop constituït el tribunal, l'autoritat de designació normalment no tindrà cap altra funció i l'arbitratge serà gestionat pel tribunal.
En l'arbitratge administrat, serà administrat per una institució professional d'arbitratge que ofereixi serveis d'arbitratge, com ara la LCIA a Londres, o la ICC a París, o l'Associació Americana d'Arbitratge als Estats Units. Normalment, la institució arbitral també serà l'autoritat que farà el nomenament. Les institucions d'arbitratge solen tenir les seves pròpies regles i procediments. També solen ser més cares i, per motius de procediment, més lentes.
Les funcions d'un tribunal es determinaran per una combinació de les disposicions del conveni arbitral i per les lleis processals que s'apliquen a la seu de l'arbitratge. Les lleis de la seu de l'arbitratge marquen "l'autonomia de les parts" (la capacitat de les parts d'establir els seus propis procediments i reglaments) i determinen la interacció entre ambdues.
No obstant això, en gairebé tots els països el tribunal té diversos deures no susceptibles de derogació. Normalment tenen a veure amb actuar de manera justa i imparcial entre les parts, i donar a cada part una oportunitat raonable de presentar el seu cas i tractar el cas del seu oponent, així com adoptar procediments adequats a les circumstàncies del cas concret, a fi de proporcionar un mitjà just per a la resolució del conflicte.